# أنبرون (الألب العليا)
أنبرون 
تنطق بالفرنسية: [ɑ̃bʁœ̃]
. (بالأكستانية: Ambrun)‏ تنطق [أمبرين]، (باللاتينية: Ebrodunum)، Ebrudunum وEburodunum ) هي بلدية فرنسية، في إقليم الألب العليا الواقع في بروفانس ألب كوت دازور في جنوب شرق فرنسا.

## المناخ

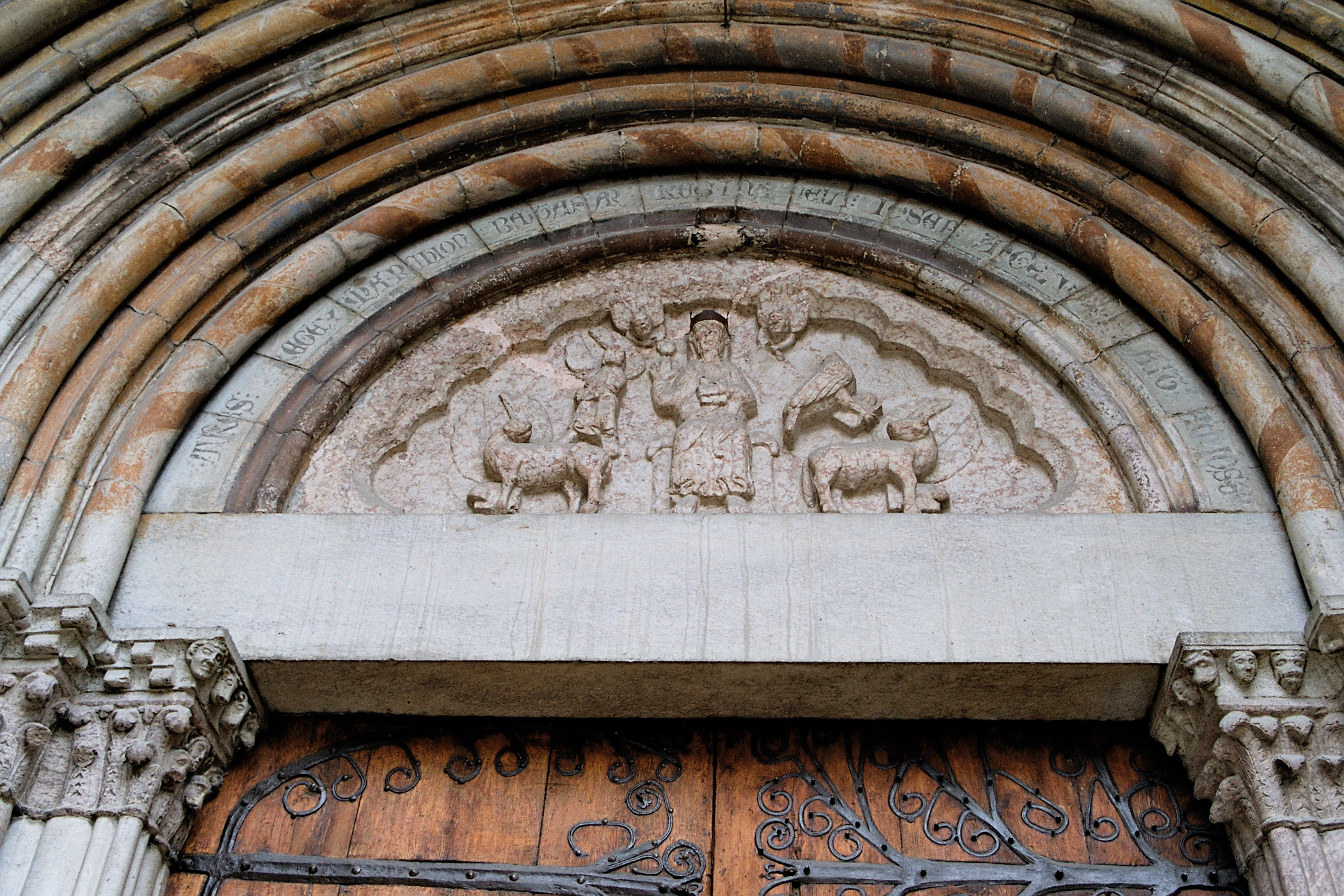
كاتدرائية سيدة إمبرون: قلب القوصرة على بوابة الجانب الشمالي.

| البيانات المناخية لـأنبرون (الألب العليا) متوسطات (1981–2010 ) | البيانات المناخية لـأنبرون (الألب العليا) متوسطات (1981–2010 ) | البيانات المناخية لـأنبرون (الألب العليا) متوسطات (1981–2010 ) | البيانات المناخية لـأنبرون (الألب العليا) متوسطات (1981–2010 ) | البيانات المناخية لـأنبرون (الألب العليا) متوسطات (1981–2010 ) | البيانات المناخية لـأنبرون (الألب العليا) متوسطات (1981–2010 ) | البيانات المناخية لـأنبرون (الألب العليا) متوسطات (1981–2010 ) | البيانات المناخية لـأنبرون (الألب العليا) متوسطات (1981–2010 ) | البيانات المناخية لـأنبرون (الألب العليا) متوسطات (1981–2010 ) | البيانات المناخية لـأنبرون (الألب العليا) متوسطات (1981–2010 ) | البيانات المناخية لـأنبرون (الألب العليا) متوسطات (1981–2010 ) | البيانات المناخية لـأنبرون (الألب العليا) متوسطات (1981–2010 ) | البيانات المناخية لـأنبرون (الألب العليا) متوسطات (1981–2010 ) | البيانات المناخية لـأنبرون (الألب العليا) متوسطات (1981–2010 ) |
| الشهر                                                          | يناير                                                          | فبراير                                                         | مارس                                                           | أبريل                                                          | مايو                                                           | يونيو                                                          | يوليو                                                          | أغسطس                                                          | سبتمبر                                                         | أكتوبر                                                         | نوفمبر                                                         | ديسمبر                                                         | المعدل السنوي                                                  |
| -------------------------------------------------------------- | -------------------------------------------------------------- | -------------------------------------------------------------- | -------------------------------------------------------------- | -------------------------------------------------------------- | -------------------------------------------------------------- | -------------------------------------------------------------- | -------------------------------------------------------------- | -------------------------------------------------------------- | -------------------------------------------------------------- | -------------------------------------------------------------- | -------------------------------------------------------------- | -------------------------------------------------------------- | -------------------------------------------------------------- |
| الدرجة القصوى °م (°ف)                                          | 19.0 (66.2)                                                    | 21.3 (70.3)                                                    | 24.3 (75.7)                                                    | 28.4 (83.1)                                                    | 31.8 (89.2)                                                    | 38.4 (101.1)                                                   | 36.7 (98.1)                                                    | 36.1 (97.0)                                                    | 33.5 (92.3)                                                    | 27.5 (81.5)                                                    | 22.5 (72.5)                                                    | 17.7 (63.9)                                                    | 38.4 (101.1)                                                   |
| متوسط درجة الحرارة الكبرى °م (°ف)                              | 6.8 (44.2)                                                     | 8.4 (47.1)                                                     | 12.4 (54.3)                                                    | 15.2 (59.4)                                                    | 19.7 (67.5)                                                    | 23.8 (74.8)                                                    | 27.3 (81.1)                                                    | 27.0 (80.6)                                                    | 22.3 (72.1)                                                    | 17.1 (62.8)                                                    | 10.8 (51.4)                                                    | 7.1 (44.8)                                                     | 16.5 (61.7)                                                    |
| المتوسط اليومي °م (°ف)                                         | 2.0 (35.6)                                                     | 3.0 (37.4)                                                     | 6.5 (43.7)                                                     | 9.3 (48.7)                                                     | 13.7 (56.7)                                                    | 17.2 (63.0)                                                    | 20.3 (68.5)                                                    | 20.0 (68.0)                                                    | 16.0 (60.8)                                                    | 11.7 (53.1)                                                    | 6.0 (42.8)                                                     | 2.7 (36.9)                                                     | 10.7 (51.3)                                                    |
| متوسط درجة الحرارة الصغرى °م (°ف)                              | −2.8 (27.0)                                                    | −2.5 (27.5)                                                    | 0.6 (33.1)                                                     | 3.4 (38.1)                                                     | 7.5 (45.5)                                                     | 10.6 (51.1)                                                    | 13.1 (55.6)                                                    | 12.9 (55.2)                                                    | 9.6 (49.3)                                                     | 6.2 (43.2)                                                     | 1.1 (34.0)                                                     | −1.7 (28.9)                                                    | 4.9 (40.8)                                                     |
| أدنى درجة حرارة °م (°ف)                                        | −19.1 (−2.4)                                                   | −18.8 (−1.8)                                                   | −13.9 (7.0)                                                    | −6.3 (20.7)                                                    | −3.2 (26.2)                                                    | −0.8 (30.6)                                                    | 3.4 (38.1)                                                     | 3.4 (38.1)                                                     | −0.4 (31.3)                                                    | −5.3 (22.5)                                                    | −11.2 (11.8)                                                   | −15.6 (3.9)                                                    | −19.1 (−2.4)                                                   |
| الهطول مم (إنش)                                                | 51.9 (2.04)                                                    | 45.1 (1.78)                                                    | 50.1 (1.97)                                                    | 61.2 (2.41)                                                    | 68.0 (2.68)                                                    | 61.0 (2.40)                                                    | 46.8 (1.84)                                                    | 51.9 (2.04)                                                    | 69.0 (2.72)                                                    | 85.8 (3.38)                                                    | 69.0 (2.72)                                                    | 66.7 (2.63)                                                    | 726.5 (28.60)                                                  |
| متوسط أيام هطول الأمطار                                        | 5.8                                                            | 5.0                                                            | 6.2                                                            | 8.0                                                            | 9.4                                                            | 8.2                                                            | 5.8                                                            | 6.7                                                            | 6.6                                                            | 8.4                                                            | 6.7                                                            | 6.7                                                            | 83.6                                                           |
| متوسط الأيام المثلجة                                           | 8.4                                                            | 7.3                                                            | 5.6                                                            | 2.4                                                            | 0.2                                                            | 0.0                                                            | 0.0                                                            | 0.0                                                            | 0.0                                                            | 0.2                                                            | 3.0                                                            | 6.2                                                            | 33.3                                                           |
| متوسط الرطوبة النسبية (%)                                      | 66                                                             | 64                                                             | 61                                                             | 61                                                             | 64                                                             | 65                                                             | 59                                                             | 62                                                             | 66                                                             | 68                                                             | 68                                                             | 66                                                             | 64.2                                                           |
| ساعات سطوع الشمس الشهرية                                       | 160.1                                                          | 178.8                                                          | 225.8                                                          | 208.0                                                          | 222.4                                                          | 263.9                                                          | 292.1                                                          | 268.7                                                          | 227.1                                                          | 181.1                                                          | 144.5                                                          | 138.6                                                          | 2٬510٫9                                                        |
| المصدر #1: Meteo France                                        |                                                                |                                                                |                                                                |                                                                |                                                                |                                                                |                                                                |                                                                |                                                                |                                                                |                                                                |                                                                |                                                                |
| المصدر #2: Infoclimat.fr (humidity, snowy days 1961–1990)      |                                                                |                                                                |                                                                |                                                                |                                                                |                                                                |                                                                |                                                                |                                                                |                                                                |                                                                |                                                                |                                                                |

## روابط خارجية
- INSEE
- مكتب إمبرون للسياحة (بالفرنسية).